# Verbandsgemeinde Wörrstadt
Die Verbandsgemeinde Wörrstadt ist eine Gebietskörperschaft im Landkreis Alzey-Worms in Rheinland-Pfalz. Der Verbandsgemeinde gehören die Stadt Wörrstadt sowie zwölf weitere Ortsgemeinden an, der Verwaltungssitz ist in der namensgebenden Stadt Wörrstadt.

## Geographie
Das Gebiet der Verbandsgemeinde liegt zwischen Selztal und Wiesbachtal.
Durch die Verbandsgemeinde fließen die Bäche Mühlbach, Partenheimer Bach, Saulheimer Bach und Sulzheimer Bach.

## Verbandsangehörige Gemeinden
| Ortsgemeinde, Stadt        | Fläche (km²) | Einwohner |
| -------------------------- | ------------ | --------- |
| Armsheim                   | 10,05        | 2.453     |
| Ensheim                    | 3,93         | 486       |
| Gabsheim                   | 8,10         | 727       |
| Gau-Weinheim               | 3,91         | 624       |
| Partenheim                 | 8,42         | 1.612     |
| Saulheim                   | 18,94        | 8.115     |
| Schornsheim                | 8,91         | 1.611     |
| Spiesheim                  | 7,31         | 965       |
| Sulzheim                   | 6,07         | 1.253     |
| Udenheim                   | 7,97         | 1.290     |
| Vendersheim                | 4,17         | 552       |
| Wallertheim                | 8,10         | 1.753     |
| Wörrstadt, Stadt           | 16,75        | 8.553     |
| Verbandsgemeinde Wörrstadt | 112,64       | 29.994    |

(Einwohner am 31. Dezember 2023)

## Geschichte
Die Verbandsgemeinde wurde am 20. Juni 1972 im Zuge der rheinland-pfälzischen Funktional- und Gebietsreform gebildet.

## Bevölkerungsentwicklung
Die Entwicklung der Einwohnerzahl bezogen auf das Gebiet der heutigen Verbandsgemeinde Wörrstadt; die Werte von 1871 bis 1987 beruhen auf Volkszählungen:
| Jahr | Einwohner |
| 1815 | 9.934     |
| 1835 | 14.057    |
| 1871 | 13.649    |
| 1905 | 14.839    |
| 1939 | 14.223    |
| 1950 | 16.795    |
| 1961 | 16.408    |

| Jahr | Einwohner |
| 1970 | 17.873    |
| 1987 | 20.599    |
| 1997 | 26.360    |
| 2005 | 28.259    |
| 2017 | 28.983    |
| 2022 | 29.925    |
| 2023 | 30.929    |

## Politik

### Verbandsgemeinderat
Der Verbandsgemeinderat Wörrstadt besteht aus 40 gewählten ehrenamtlichen Ratsmitgliedern, die bei der Kommunalwahl am 9. Juni 2024 in einer personalisierten Verhältniswahl gewählt wurden, und dem hauptamtlichen Bürgermeister als Vorsitzendem. Bis zur Wahl 2024 hatte der Verbandsgemeinderat 36 Ratsmitglieder, die Erhöhung auf 40 Sitze war nach rheinland-pfälzischem Wahlrecht durch die gestiegene Einwohnerzahl der Gebietskörperschaft notwendig geworden.
Die Sitzverteilung im Verbandsgemeinderat:
| Wahl | SPD | CDU | GRÜNE | FDP | LINKE | FWG | Gesamt   |
| ---- | --- | --- | ----- | --- | ----- | --- | -------- |
| 2024 | 11  | 15  | 7     | 3   | –     | 4   | 40 Sitze |
| 2019 | 9   | 11  | 8     | 3   | 1     | 4   | 36 Sitze |
| 2014 | 11  | 14  | 5     | 2   | –     | 4   | 36 Sitze |
| 2009 | 11  | 13  | 5     | 3   | –     | 4   | 36 Sitze |
| 2004 | 11  | 15  | 4     | 2   | –     | 4   | 36 Sitze |

- FWG = Freie Wählergruppe Verbandsgemeinde Wörrstadt e. V.

### Bürgermeister
- 1972 – 1985: Horst Geisel (CDU)
- 1985 – 1995: Karl Heinz Pühler (SPD)[7]
- 1995 – 2003: Gerhard Seebald (SPD)
- 2003 – heute: Markus Conrad (CDU)

Markus Conrad wurde bei der Direktwahl am 28. Oktober 2018 mit einem Stimmenanteil von 67,1 % für weitere acht Jahre in seinem Amt bestätigt.

### Klimaschutz
Auf Vorschlag der VG Wörrstadt erstellte das rheinland-pfälzische Klimaschutzministerium 2023 ein Handbuch zum Klimaschutz in der Bauleitplanung. Die Verbandsgemeinde steuerte hierbei Umsetzungshilfen aus der Praxis bei.

## Kultur und Sehenswürdigkeiten
Die VG Wörrstadt richtet seit dem Jahr 1980 einmal im Jahr am ersten Wochenende im Juni in einer ihrer Ortsgemeinden ein Weinfest aus.

### Sehenswürdigkeiten
- Armsheim: ev. Kirche Zum heiligen Blut Christi, Menhire, Schloss, Rathaus mit Fratzenkonsole, keltisches Fürstengrab, 100 Jahre alte Effe, die durch eine Linde ersetzt wurde.
- Ensheim: ev. Kirche, Marktbrunnen, Trauerweide, Fachwerkhaus mit Barockportal.
- Gabsheim: kath. Pfarrkirche St. Alban, Wappensteine an der Kirche, Geographischer Mittelpunkt, Brunnen im Ortskern.
- Gau-Weinheim: kath. Kirche St. Katharina, Friedhofsbefestigung, Gemeindeturm der als Wehrturm erbaut wurde.
- Partenheim: ev. Kirche St. Peter, Ehemaliges Schloss Wallbrunn, Kapelle mit Freskenmalerei.
- Saulheim: Menhir, ev. Kirche in Nieder-Saulheim, ev. Kirche in Ober-Saulheim, Ritter Hundt Statue, Schloss, Amtshaus.
- Schornsheim: Statue der heiligen Lioba, Dorfbrunnen, kath. Kirche St. Wigbert.
- Spiesheim: Sängerhalle, Bergkirche mit Wehrturm, Wingertsturm, Fachwerkturm.
- Sulzheim: kath. Kirche St. Philippus und Jakobus, Brunnen an der B420.
- Udenheim: Bergkirche, Palmenstein, Glockenturm auf dem Marktplatz.
- Vendersheim: ev. Kirche, Aussichtspunkt "Rondell", Wingertshäuschen.
- Wallertheim: ev. Kirche, 2000 Jahre altes Glashündchen ausgestellt im Landesmuseum Mainz.
- Wörrstadt: Laurentiuskirche (Wörrstadt), Talmühle 1 und 2, Rommersheimer Mühle, Laurentiuskirche (katholisch), Neunröhrenbrunnen, Rommersheimer Kirche, Ehemaliges Rathaus Rommersheim, Ehemaliger Posthof von Thurn-und-Taxis-Postlinie, Ulmengraben.